# 國威縣
国威县（越南语：／）是越南河内市下辖的一个县，面积147平方公里，2017年总人口188000人。

## 地理
国威县东接河东郡和怀德县，西北接石室县，西南接和平省良山县和和平市，南接彰美县，北接福寿县。

## 历史
2008年5月29日，河西省并入河内市；国威县随之划归河内市管辖。
2009年5月8日，原和平省良山县东春社明确划归国威县管辖。
2024年11月14日，越南国会常务委员会通过决议，自2025年1月1日起，凤格社和安山社合并为凤山社，新和社并入共和社，大成社和新富社合并为兴道社，义乡社和猎雪社合并为猎义社。

## 行政区划
国威县下辖1市镇16社，县莅国威市镇。
- 国威市镇（Thị trấn Quốc Oai）
- 艮有社（Xã Cấn Hữu）
- 共和社（Xã Cộng Hoà）
- 东春社（Xã Đông Xuân）
- 同光社（Xã Đồng Quang）
- 东安社（Xã Đông Yên）
- 和石社（Xã Hòa Thạch）
- 兴道社（Xã Hưng Đạo）
- 猎义社（Xã Liệp Nghĩa）
- 玉猎社（Xã Ngọc Liệp）
- 玉美社（Xã Ngọc Mỹ）
- 富葛社（Xã Phú Cát）
- 富满社（Xã Phú Mãn）
- 凤山社（Xã Phượng Sơn）
- 柴山社（Xã Sài Sơn）
- 石炭社（Xã Thạch Thán）
- 雪义社（Xã Tuyết Nghĩa）